# Gazelle (Kalifornija)
Gazelle je naseljeno područje za statističke svrhe u američkoj saveznoj državi Kalifornija. Prema popisu stanovništva iz 2010. u njemu je živjelo 70 stanovnika.